# Trubnyj
Trubnyj (ryska: Трубный) är en mindre ort i Sosnovskijdistriktet i Tjeljabinsk oblast, 28 kilometer väst om Tjeljabinsk och öster om Uralbergen. 
Trubnyj hade 958 invånare år 2010 och samhällets postkod är 456525.